# Людоеды из Цаво

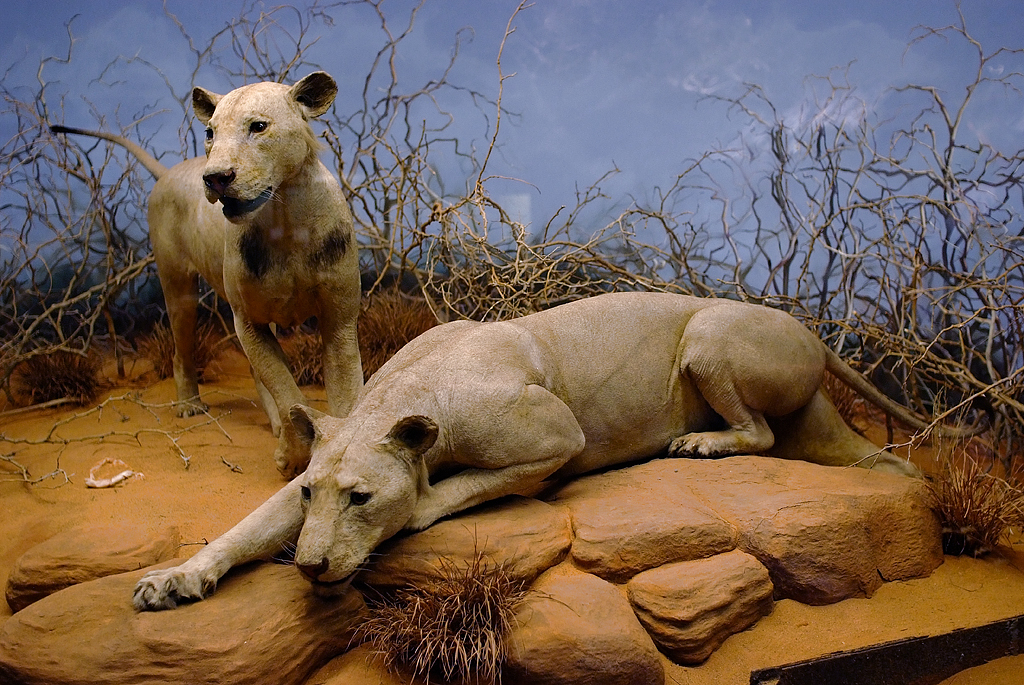
Людоеды из Цаво в Филдовском музее естественной истории в Чикаго

Людоеды из Цаво — два льва-людоеда, действовавшие в районе реки Цаво (современная Кения) в 1898 году, во время строительства Угандийской железной дороги.

## История

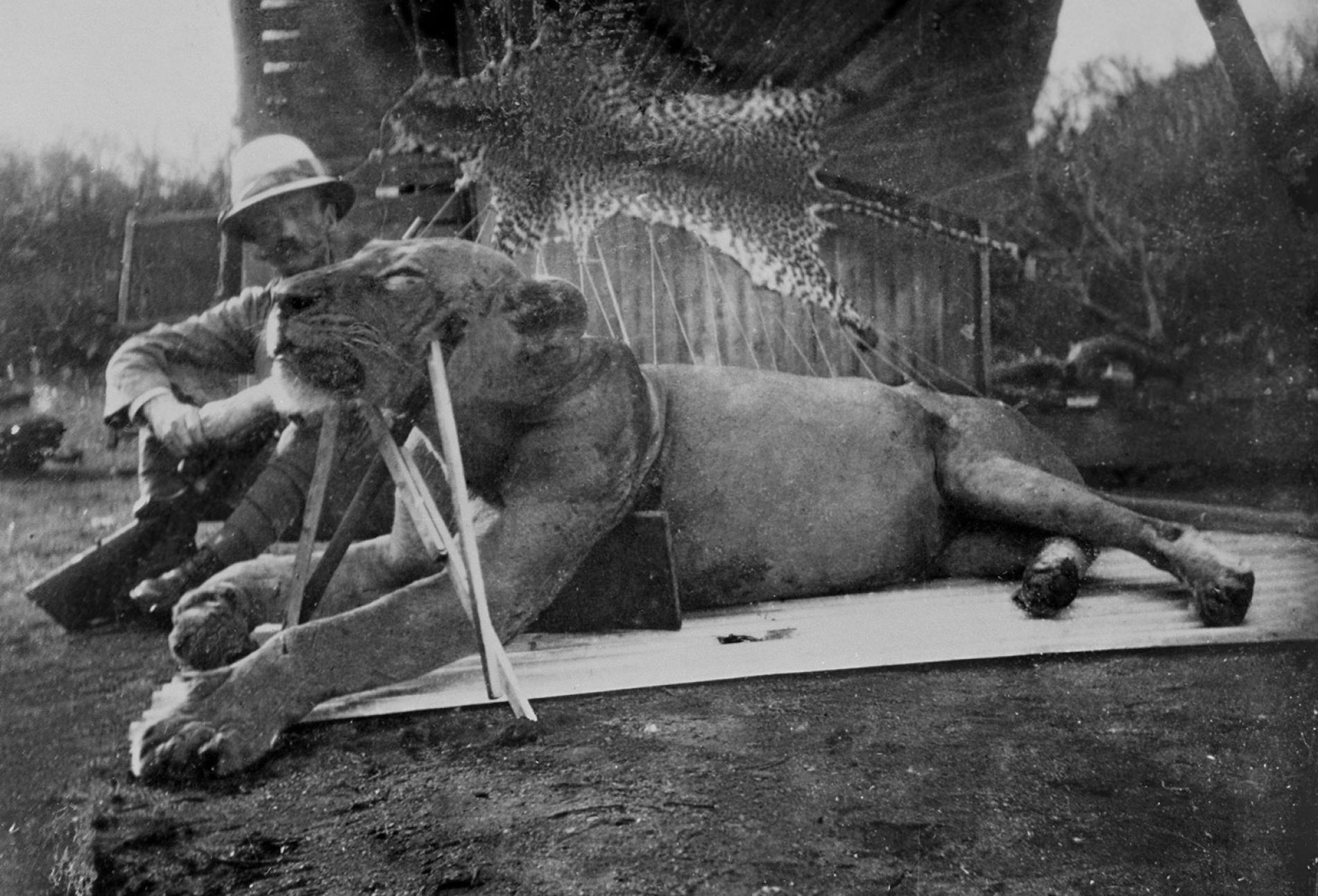
Первый убитый лев

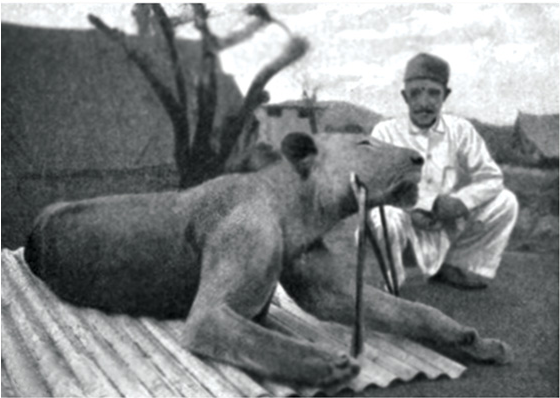
Второй убитый лев

В марте 1898 года началось строительство постоянного моста через реку Цаво — участка Угандийской железной дороги. Строительством руководил Джон Генри Паттерсон. Более девяти месяцев, с марта по декабрь, рабочие подвергались нападениям двух львов-людоедов. Рабочие, пытаясь защититься от львов, строили вокруг палаток ограждения из колючего кустарника (бома), но они не помогали. Из-за нападений сотни рабочих покинули Цаво и строительство было приостановлено. 9 декабря 1898 года Паттерсону удалось застрелить первого льва. 29 декабря был убит и второй лев.
Оба льва отличались от других тем, что не имели гривы, хотя были самцами. Длина обоих львов от кончика носа до кончика хвоста составляла около девяти футов (три метра).
В 1907 году вышла книга Паттерсона «Людоеды из Цаво» (The Man-eaters of Tsavo; русский перевод отдельных глав опубликован в альманахе «На суше и на море», 1962). В 1924 году Паттерсон продал шкуры львов Филдовскому музею естественной истории в Чикаго. Из львов сделали чучела, которые до сих пор выставляются в музее.
О количестве жертв Паттерсон сообщал разные сведения. В книге 1907 года он писал, что львы убили двадцать восемь рабочих-индийцев, а количество убитых африканцев неизвестно. В брошюре, написанной в 1925 году для Филдовского музея, он называл другое количество убитых — сто тридцать пять.
В 2007 году представитель Национального музея Кении заявил, что останки львов должны быть возвращены в Кению, поскольку это важная часть кенийской истории. В 2009 году подобное заявление сделал министр культуры и наследия Кении Уильям Оле Нтимама.

## Исследования
В музее львы хранятся под номерами FMNH 23970 и FMNH 23969. В 2009 году группа учёных из Филдовского музея и Калифорнийского университета в Санта-Крусе исследовала изотопный состав костей и волос львов. Они выяснили, что первый лев съел одиннадцать человек, а второй — двадцать четыре. Один из авторов исследования, куратор Филдовского музея Брюс Паттерсон (не родственник Д. Г. Паттерсона), заявил: «Довольно нелепые заявления, которые сделал в своей книге полковник Паттерсон, могут быть сейчас во многом опровергнуты», в то же время другой автор, адъюнкт-профессор антропологии в Калифорнийском университете Натаниэль Домини, подчеркнул: «Наше доказательство говорит о числе съеденных людей, но не о числе убитых».
Возможные причины, по которым львы стали людоедами, таковы:
- Эпизоотия чумы крупного рогатого скота, которая уменьшила количество обычных жертв, что заставило львов искать новую добычу;
- Привычка поедать трупы людей в районе Цаво, через который проходило множество караванов с рабами из внутренних районов к Индийскому океану;
- Кремация рабочих-индийцев, после которой львы рылись в останках;
- Проблемы с зубами, из-за которых львы не могли охотиться на обычную добычу;
- Повреждённая челюсть первого льва.

## В кино
Книга Паттерсона стала основой для фильмов «Бвана-чёрт» (1952), «Убийцы с Килиманджаро» (1959) и «Призрак и Тьма» (1996). В последнем фильме роль Паттерсона сыграл Вэл Килмер, а львы получили имена — Призрак и Тьма.